# Panaomyrpitta
Panaomyrpitta (Grallaria oneilli) är en nyligen beskriven fågelart i familjen myrpittor inom ordningen tättingar.

## Utseende och läte
Panaomyrpitta är en mestadels kastanjebrun myrpitta, dock något mer bjärt färgad under och med en ljus fläck på buken som kan vara svår att se. Den liknar oxapampamyrpittan, men uppvisar vanligen en svag, delad ögonring och har ett avvikande läte. Panaomyrpittans läte är ett kort "dit-purr", men även ett ubrott av gnissliga toner som stiger i tonhöjd och ökar i hastighet mot slutet. 

## Utbredning och systematik
Arten förekommer i Sydamerika, i östcentrala Peru i Huánuco och Pasco, söder om Río Huallaga och norr om Río Perené). Den behandlas traditionellt som en del av Grallaria rufula, men beskrevs 2020 som eget taxon och egetn artbaserat på studier.

## Levnadssätt
Panaomyrpittan bebor höglänta molnskogar. Den håller sig vanligen på marken utom när den sjunger.

## Status
IUCN erkänner den ännu inte som art, varför dess hotstatus formellt inte fastställts.